# Sonar

Princip aktivního sonaru

Sonar (z anglického SOund Navigation And Ranging – zvuková navigace a zaměřování) je zařízení na principu radaru, které místo rádiových vln používají zvukové vlny.
Používá se především pod vodou (ponorkami), protože rádiové vlny mají pod vodou výrazně menší dosah než na souši a zvuk naopak větší. Velmi významné použití dostaly ultrazvukové sonary také ve zdravotnictví jakožto jedna z neinvazivních vyšetřovacích metod. Zdravotnické sonografy slouží při vyšetřování nenarozených dětí u těhotných žen, dále též v interním lékařství.
Přírodní verzí sonaru je echolokace netopýrů a kytovců. Echolokační smysl se vyvinul i u ptáků: jihoamerický gvačaro jeskynní a jihoasijská salangana ostrovní užívají krátkých signálů k orientaci ve složitých rozsáhlých jeskynních systémech.

## Historie
Využití principu sonaru pro získání vzdálenosti použil Leonardo da Vinci. 
První pasivní zařízení na principu sonaru vynalezl Lewis Nixon roku 1906. Sonar byl tehdy využíván pro hledání ker, aby ukázal, kde jsou kusy ledu i přes velkou tmu.
Aktivní sonar vynalezl v roce 1915 francouzský fyzik Paul Langevin pro použití v první světové válce. 

## Využití
Původní využití měl sonar při hledání ker. 
Sonar měl hlavní využití ve vojenství. Hlavní výhodou je snadné odhalení nepřátelských plavidel, která jsou v hloubce stovek metrů.
Sonar je využíván v rybářství pro detekci hejn ryb, aby byly maximalizovány výlovy.